# Frank Knox
Frank Knox, właśc. William Franklin Knox (ur. 1 stycznia 1874 w Bostonie, zm. 28 kwietnia 1944 w Waszyngtonie) – amerykański polityk i dziennikarz.

## Życiorys
Ukończył Alma College w Michigan. W czasie wojny USA z Hiszpanią w roku 1898 służył w ochotniczym pułku Bezwzględnych jeźdźców (Rough Riders), sformowanym i dowodzonym przez późniejszego prezydenta Theodore’a Roosevelta. Po zakończeniu tego konfliktu Knox był dziennikarzem w Grand Rapids (Michigan). Podczas wyborów prezydenckich roku 1912 popierał kandydaturę byłego prezydenta i swego dowódcy Roosevelta, który kandydował z ramienia Partii Postępowej i uzyskał wynik lepszy od oficjalnego kandydata republikanów Williama Tafta, choć przegrał z demokratą Woodrowem Wilsonem.
W czasie I wojny światowej ochotniczo służył jako oficer artylerii we Francji.
W roku 1930 Knox, który około roku 1900 zmienił swoje pierwsze imię na Frank, został publicystą i jednym z dyrektorów wpływowej gazety „Chicago Daily News”. Był w tym czasie działaczem Partii Republikańskiej.
Dał się poznać jako przeciwnik Nowego Ładu.
W roku 1936 został mianowany kandydatem swej partii na urząd wiceprezydenta USA u boku gubernatora Kansas Alfa Landona. Republikanie przegrali wówczas wysoko z kandydatami demokratów, urzędującymi prezydentem i wiceprezydentem Franklinem Delano Rooseveltem i Johnem Nance Garnerem. Wygrali wybory tylko w dwóch (Maine i Vermont) stanach, co dało im tylko 8 głosów elektorskich.
Knox, z przekonania bardziej liberał i przeciwnik izolacjonizmu, popierał politykę prezydenta Roosevelta, który powołał go, wraz z innym wpływowym republikaninem, byłym sekretarzem stanu Henrym Stimsonem, który został sekretarzem wojny, na sekretarza marynarki w roku 1940. Na tym stanowisku Knox odegrał wielką rolę w czasie II wojny światowej.
Dokonał unowocześnienia i powiększenia floty amerykańskiej, zwracając specjalną uwagę na obszar Oceanu Spokojnego.
Zmarł nagle na serce w Waszyngtonie. Jego żona, Annie Reid Knox, założyła Stypendium Knoxa, oferujące możliwość studiowania w USA (Harvard) mieszkańcom krajów Wspólnoty Narodów.
Okręt USS „Frank Knox” został nazwany tak na jego cześć, ale Fort Knox wziął swoje imię nie od niego, lecz Henry’ego Knoxa.